# 5035 Свіфт
5035 Свіфт (5035 Swift) — астероїд головного поясу, відкритий 18 жовтня 1991 року.
Тіссеранів параметр щодо Юпітера — 3,354.
Названо на честь американського астронома Льюїса Свіфта (1820-1913).